# Meininger Kleinkunsttage

Das Logo der Meininger Kleinkunsttage

Die Meininger Kleinkunsttage sind ein Kleinkunstfestival, das alljährlich im Frühjahr in der Kreisstadt Meiningen stattfindet. Bei diesem Festival wird in einem Zeitraum von rund vier Wochen die ganze Vielfalt der Kleinkunst wie Kabarett, Comedy, Pantomime, musikalische Bühnenschows oder humoristische Lesungen präsentiert. Hauptveranstaltungsort ist das Volkshaus Meiningen. Des Weiteren werden die Kammerspiele und das Staatstheater Meiningen für Auftritte genutzt.
Die Meininger Kleinkunsttage wurden 1992 ins Leben gerufen und fanden bis 2018 alljährlich im September/Oktober statt. Zu den ersten Künstlern gehörten unter anderem das Kabarett Die Distel, der Humorist Hansgeorg Stengel und der irische Folklorist Micho Russell. Seitdem gehörten zu den Gästen eine Mischung aus gestandenen und bekannten Künstler wie Dieter Hallervorden, Diether Krebs, Dieter Hildebrandt oder Ulla Meinecke und weniger bekannten, meist jungen Newcomern. Zu diesen Newcomern zählten zum Zeitpunkt ihres Auftritts auch Ingo Appelt, Martin Schneider und Olaf Schubert. Eine vollständige Liste aller bisher aufgetretenen Künstler gibt es auf der offiziellen Website des Festivals.
Im Februar 1996 gründete sich der Förderverein Meininger Kleinkunsttage e.V. Der Verein versteht sich als Lobby und Publikumsvertretung dieses in Thüringen einmaligen Festivals. Eine wichtige Rolle kommt dem Verein bei der Wahl der Preisträger für die Verleihung des Thüringer Kleinkunstpreises, dem Meininger Georg, zu.

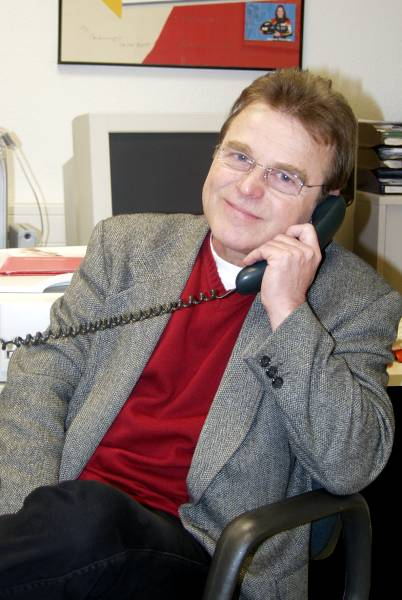
Günther Weber, Initiator und Projektleiter

Die Preisverleihung ist ein besonderer Höhepunkt am Anfang des Festivals und wurde anlässlich der 5. Meininger Kleinkunsttage 1996 erstmals durchgeführt. Der Preis wird in Form der Preisfigur „Meininger Georg“ jeweils für ein im Vorjahr gezeigtes Programm verliehen und ist mit 5.555,55 Euro dotiert, die von der Rhön-Rennsteig-Sparkasse im Rahmen ihrer Kulturförderung geleistet wird.

## Veranstalter
Die Meininger Kleinkunsttage werden in Trägerschaft der Stadt Meiningen veranstaltet.
In die Finanzierung fließen einige Sponsorengelder mit ein.
Initiator des Festivals ist Günther Weber, der bis 2010 auch Projektleiter war, seitdem hat Frank Heinecke diese Funktion inne.